# Xi Serpentis
Xi Serpentis (ξ Ser, ξ Serpentis) è una stella situata nella costellazione del Serpente. La sua magnitudine apparente è +3,54 e dista 105 anni luce dal sistema solare.
Nonostante abbia ricevuto nella nomenclatura di Bayer la lettera Xi, quattordicesima dell'alfabeto greco, è la quarta stella più luminosa della propria costellazione.

## Osservazione
Si tratta di una stella situata nell'emisfero australe celeste, ma essendo posta in prossimità dell'equatore celeste può essere osservata da tutte le regioni abitate della Terra, ad eccezione solo delle Isole Svalbard e di alcune località nel nord del Canada e della Groenlandia. Nell'emisfero sud invece appare circumpolare solo nel continente antartico. Essendo di magnitudine +3,54, la si può osservare anche dai piccoli centri urbani senza difficoltà, sebbene un cielo non eccessivamente inquinato sia maggiormente indicato per la sua individuazione.
Il periodo migliore per la sua osservazione nel cielo serale ricade nei mesi compresi fra maggio e settembre; da entrambi gli emisferi il periodo di visibilità rimane indicativamente lo stesso, grazie alla posizione della stella non lontana dall'equatore celeste.

## Caratteristiche
ξ Serpentis è una binaria spettroscopica, formata da due componenti distanti tra loro appena 0,05 UA e con un periodo orbitale di 2,29 giorni. La stella principale è una gigante bianca di tipo spettrale A9III, o F0 come classificata in alcune pubblicazioni. Viene spesso catalogata come stella peculiare; tuttavia non pare esistano forti campi magnetici presenti e la sua composizione risulta simile a quella del Sole, a parte il basso contenuto di carbonio. È catalogata anche tra le variabili Delta Scuti.  Le caratteristiche della compagna non sono conosciute con esattezza.